# Érato
Pour les articles homonymes, voir Érato (homonymie).
Dans la mythologie grecque, Érato (en grec ancien Ἐρατώ / Eratố) est une des neuf Muses, fille de Mnémosyne et Zeus. Patronne de la poésie lyrique et érotique, elle est représentée, depuis la Renaissance, couronnée de roses et de myrtes, et portant une lyre à la main, ou une petite cithare antique, un instrument de musique souvent associé à Apollon, qui lui fut donné par Hermès.
Le nom de cette muse signifie « désiré » ou « aimable ». Il dérive de la même racine que Éros, comme le suggère Apollonios de Rhodes dans l'invocation à Érato qui ouvre le Chant III des Argonautiques. La muse est parfois représentée avec une flèche dorée, un attribut d'Éros, pour rappeler le sentiment d'affection qu'elle inspire. Elle est à l'occasion accompagnée par le dieu Éros lui-même, tenant une torche, car dans l'hymne aux Muses de l'orphisme, c'est Érato qui charme la vue. 
Certains récits mythologiques plus anciens parlent d'une nymphe Érato du groupe de Néréides en lien avec le dieu Pan. Avec son époux Arcas, elle aurait eu trois fils : Azan, Aphéidas et Élatos.

## Littérature
Virgile évoque Érato au début du Chant VII de l'Énéide, qui ouvre la deuxième partie du poème qui adopte alors un ton épique en phase avec le récit des guerres dans le Latium. Calliope (patronne de la poésie épique), Melpomène (patronne de la tragédie) ou Clio (patronne de l'Histoire) se seraient avérées des muses plus appropriées pour introduire cette section. Le choix de Virgile exprime possiblement son amour pour sa terre natale et illustre certainement la nécessité d'une nouvelle force créative pour assumer ce changement dans le registre du poème.